# 울프 (1994년 영화)
《울프》(영어: Wolf)는 1994년 개봉한 미국의 로맨스 공포 영화로, 마이크 니컬스가 감독을 맡았다.

## 출연진
- 잭 니컬슨 - 윌 랜들 역
- 미셸 파이퍼 - 로라 올던 역
- 제임스 스페이더 - 스튜어트 스윈턴 역
- 케이트 넬리건 - 샬럿 스카일러 랜들 역
- 리처드 젱킨스 - 형사 칼 브리저 경사 역
- 크리스토퍼 플러머 - 레이먼드 올던 역
- 아일린 앳킨스 - 메리 역
- 데이비드 하이드 피어스 - 로이 매캘리스터 역
- 옴 푸리 - 비자브 알러제이스 역
- 론 리프킨 - 랠프 의사 역
- 프루넬라 스케일스 - 모드 와긴스 역
- 피터 게러티 - 조지 역
- 브래드퍼드 잉글리시 - 키스 역
- 데이비드 슈위머 - 경찰 역
- 앨리슨 재니 - 파티 손님 2 역
- 리아 창 - 접수 담당 직원 역

## 우리말 녹음
KBS 성우진 (1999년 7월 17일)
- 이완호 - 윌 랜들(잭 니컬슨)
- 윤소라 - 로라(미셸 파이퍼)
- 유강진
- 이종구
- 최문자
- 김준
- 김민석
- 오인성
- 김영진